# 유기질 (사람)
유기질(劉棄疾, ? ~ ?) 또는 유기(劉棄)는 전한 중기의 황족이자 관료이다.

## 생애
원삭 4년(기원전 125년), 종정에 임명되었다.

## 출전
- 사마천, 《사기》
  - 권120 급정열전
- 반고, 《한서》
  - 권19하 백관공경표 下
  - 권50 장풍급암전